# Caristiidae
Caristiidae é uma família de peixes da subordem Percoidei, superfamília Percoidea.

## Géneros e espécies
Existem 6 espécies agrupadas em 3 géneros:
- Género Caristius (Gill y Smith, 1905)
  - Caristius groenlandicus (Jensen, 1941)
  - Caristius japonicus (Gill y Smith, 1905)
  - Caristius macropus (Bellotti, 1903)
- Género Paracaristius 
  - Paracaristius heemstrai (Trunov, Kukuev y Parin, 2006)
  - Paracaristius maderensis (Maul, 1949)
- Género Platyberyx (Zugmayer, 1911)
  - Platyberyx opalescens (Zugmayer, 1911)